# Blechnum dives
Blechnum dives là một loài dương xỉ trong họ Blechnaceae. Loài này được Kunze Christenh. mô tả khoa học đầu tiên năm 2011.